# Noigandres
En 1952, en São Paulo, Brasil se forma el grupo Noigandres integrado por Haroldo de Campos, Décio Pignatari, Augusto de Campos y otros. Con este grupo se inicia el movimiento de la poesía concreta.
El grupo rompe los límites de la palabra y tratan de extenderla hacía otras áreas artísticas y hasta políticas. 
Noigandres supuestamente es una palabra utilizada por Arnaut Daniel, un poeta provenzal, aunque Hugh Kenner considera Noigandres una errata y considera que tal vez esa palabra no exista en absoluto en el texto de Arnaut Daniel.